# Sylte
Sylte is een plaats in de gemeente Fjord in de Noorse provincie Møre og Romsdal. Sylte telt 401 inwoners (2007) en heeft een oppervlakte van 0,7 km².